# Luton Town Football Club
O Luton Town Football Club é um clube de futebol da Inglaterra, situado em Luton, no condado de Bedfordshire. O clube foi fundado em 11 de abril de 1885, como resultado da fusão de dois times locais, ditos "The Wanderers F.C." e "Excelsior F.C.". Atualmente disputa a Football League One (terceira divisão do Campeonato Inglês). Além disso, eles são o primeiro time a sair da quinta divisão do Campeonato Inglês e chegar até a Premier League, tudo isso em menos de 10 anos.
O período de maior sucesso do clube foi na temporada 1987-88 quando o clube venceu a EFL Cup, atual Carabao Cup.
O Luton derrotou o Arsenal por 3x2 na final da Copa da Liga Inglesa de 1988 e manteve-se na primeira divisão até o rebaixamento no final da temporada de 1991-92. Em 2007 e 2009 as dificuldades financeiras fizeram com que o clube caísse da segunda para a quarta divisão sucessivamente. O Luton passou 5 temporadas fora das quatro principais ligas inglesas, retornando somente em 2014 ao vencer a Conference Premier na temporada 2013-14, garantindo a promoção de volta à 4° divisão inglesa. Em 2018-19, a equipe obteve a promoção para a EFL Championship depois de 12 temporadas.

## História

### Formação e eleição para a Southern League (1885–1890)
O Luton Town Football Club foi fundado em 11 de abril de 1885. Antes disso, havia muitos clubes na cidade, sendo os mais proeminentes o Luton Wanderers e o Luton Excelsior. Um jogador dos Wanderers, George Deacon, teve a ideia de criar um clube "da cidade" que incluiria todos os melhores jogadores de Luton. O secretário dos Wanderers, Herbert Spratley, aproveitou a ideia de Deacon e organizou uma reunião secreta em 13 de janeiro de 1885 nas salas da escola St Matthews em High Town. O comitê dos Wanderers decidiu renomear o clube como Luton Town - o que não foi bem recebido pela comunidade em geral. Os jornais locais se referiam ao clube como "Luton Town (antigo Wanderers)". Quando George Deacon e John Charles Lomax organizaram uma reunião pública com o objetivo de formar um "Luton Town Football Club", Spratley protestou, afirmando que já existia um clube chamado Luton Town; e o clima ficou tenso quando a reunião foi convocada no prédio da prefeitura em 11 de abril de 1885. A reunião, que contou com a presença da maioria dos amantes de futebol da cidade, ficou sabendo da reunião secreta de janeiro conduzida por Spratley e rejeitou suas objeções. A proposta de formação de um "Luton Town Football Club", apresentada por G H Small e apoiada por E H Lomax, foi aprovada. Um comitê do clube foi eleito por votação e as cores do time foram definidas como camisas e bonés cor-de-rosa e azul escuro.
Inicialmente com mando de campo no estádio do Excelsior em Dallow Lane, o Luton Town começou a fazer pagamentos a alguns jogadores em 1890. No ano seguinte, o Luton se tornou o primeiro clube no sul da Inglaterra a ser totalmente profissional. O clube foi membro fundador da Southern Football League na temporada de 1894-95 e terminou como vice-campeão nas duas primeiras temporadas. Em seguida, saiu para ajudar a formar a United League e ficou em segundo lugar na temporada inaugural dessa liga antes de ingressar na Football League (que na época estava baseada principalmente no norte e centro da Inglaterra) na temporada de 1897-98, ao mesmo tempo em que se mudou para um novo campo em Dunstable Road. O clube continuou a entrar com uma equipe na United League por mais duas temporadas e conquistou o título na temporada de 1897-98. A baixa presença de público, os altos salários e os custos elevados de viagem e acomodação resultantes da distância de Luton em relação ao então coração do futebol do país, o Norte, prejudicaram financeiramente o clube, fazendo com que ficasse caro demais para competir nessa liga. Portanto, foi acertado o retorno à Southern League para a temporada de 1900-01.

### Início do século 20 (1900–1950)
Oito anos após se estabelecer em Dunstable Road, o Luton mudou de mando novamente, fixando-se em seu atual estádio, o Kenilworth Road, em 1905. O capitão e ponta-esquerda Bob Hawkes tornou-se o primeiro jogador internacional do Luton quando foi convocado para jogar pela Inglaterra contra a Irlanda em 16 de fevereiro de 1907. Uma temporada fraca em 1911-12 levou o Luton ao rebaixamento para a Segunda Divisão da Southern League; o clube conquistou o retorno à divisão principal dois anos depois. Após o início da Primeira Guerra Mundial, o Luton participou da The London Combination durante a temporada de 1915-16 e, em seguida, preencheu cada temporada com partidas amistosas. Um jogador chave do período foi Ernie Simms, um atacante. Simms foi repatriado para a Inglaterra após ser ferido na Campanha Italiana durante a Primeira Guerra Mundial, mas se recuperou o suficiente para reassumir seu lugar na equipe do Luton e marcou 40 gols durante a temporada de 1916-17.
O time do Luton jogou pela primeira vez com as cores branco e preto, que tem mantido ao longo de grande parte de sua história, durante a temporada de 1920-21, quando o clube se juntou novamente à Football League; os jogadores haviam usado anteriormente uma variedade de combinações de cores, sendo a mais permanente camisas celestes com shorts brancos e meias azul-marinho. A qualidade da equipe do Luton nessa época era tamanha que, apesar de jogar na terceira divisão, um jogo entre Irlanda e Inglaterra no Windsor Park em 22 de outubro de 1921 contou com três jogadores do Luton em campo - Louis Bookman e Allan Mathieson pela Irlanda, e o artilheiro máximo do clube, Simms, pela Inglaterra. No entanto, depois que o Luton terminou em quarto lugar na divisão, o elenco foi desfeito, pois Simms, Bookman e Mathieson se juntaram a South Shields, Port Vale e Exeter City, respectivamente. O Luton permaneceu na Terceira Divisão Sul até 1936-37, quando a equipe terminou em primeiro lugar e conquistou a promoção para a Segunda Divisão, na época o segundo nível do futebol inglês. Durante a temporada de promoção, o atacante Joe Payne marcou 55 gols em 39 jogos; na temporada anterior, ele havia marcado 10 gols em uma partida contra o Bristol Rovers, o que ainda é um recorde da Football League hoje em dia.

### Sucesso sob Duncan e rebaixamento (1950–1965)
Durante o início dos anos 1950, surgiu um dos melhores times do Luton sob o comando do técnico Dally Duncan. A equipe incluía Gordon Turner, que se tornou o maior artilheiro de todos os tempos do Luton, Bob Morton, que detém o recorde de mais partidas pelo clube, e Syd Owen, um internacional pela Inglaterra. Nesse período, os times do Luton também contavam com dois goleiros internacionais pela Inglaterra, Ron Baynham e Bernard Streten, além dos internacionais irlandeses Seamus Dunne, Tom Aherne e George Cummins. Essa equipe chegou à primeira divisão pela primeira vez na temporada de 1955-56, terminando a temporada em segundo lugar, atrás do Birmingham City no critério de média de gols. Houve alguns anos de sucesso, incluindo uma aparição na final da Copa da Inglaterra contra o Nottingham Forest em 1958-59; ao final da temporada, Owen foi eleito o Jogador do Ano pela FWA (Associação de Escritores de Futebol). No entanto, o clube foi rebaixado na temporada seguinte e, em 1964-65, estava jogando na quarta divisão.

### De volta à primeira divisão e o sucesso ao final do século (1965–1992)
No estilo de clube ioiô, o Luton retornou. Uma equipe composta por Bruce Rioch, John Moore e Graham French conquistou o campeonato da Quarta Divisão na temporada 1967-68 sob a liderança do ex-jogador Allan Brown; dois anos depois, os gols de Malcolm Macdonald ajudaram-os a conquistar outra promoção, enquanto o comediante Eric Morecambe se tornou diretor do clube. O Luton Town conquistou a promoção de volta à Primeira Divisão na temporada 1973-74, mas foi rebaixado na temporada seguinte por um único ponto. O ex-jogador do Luton, David Pleat, foi nomeado treinador em 1978 e, em 1982-83, a equipe estava de volta à elite do futebol inglês. A equipe montada por Pleat no Kenilworth Road era notável na época pelo número de jogadores negros que incluía; durante uma era em que muitos times ingleses eram quase inteiramente compostos por jogadores brancos, o Luton frequentemente escalava uma equipe majoritariamente negra. Jogadores talentosos como Ricky Hill, Brian Stein e Emeka Nwajiobi contribuíram de forma significativa para o sucesso do clube durante esse período, fazendo com que o clube acumulasse, nas palavras do jornalista Gavin Willacy, "uma história mais rica de estrelas negras do que qualquer outro clube do país".
No último dia da temporada 1982-83, a primeira do clube de volta à primeira divisão, ele escapou por pouco do rebaixamento: jogando contra o Manchester City no Maine Road, o Luton precisava vencer para se manter na divisão, enquanto o City poderia escapar com um empate. Um gol tardio do substituto iugoslavo Radomir Antić salvou a equipe e levou Pleat a dançar pelo campo realizando uma "dança da alegria", uma imagem que se tornou icônica. O clube alcançou sua melhor posição na liga, o sétimo lugar, sob o comando de John Moore em 1986-87, e, sob o comando de Ray Harford, venceu a Copa da Liga Inglesa um ano depois, derrotando o Arsenal por 3 a 2. Faltando dez minutos para o fim e com o Arsenal vencendo por 2 a 1, uma defesa de pênalti do goleiro reserva Andy Dibble desencadeou uma reação tardia do Luton: Danny Wilson empatou o jogo antes de Brian Stein marcar o gol da vitória no último lance da partida. O clube chegou à final da Copa da Liga mais uma vez em 1988-89, mas perdeu por 3 a 1 para o Nottingham Forest.

### Ressurgimento e queda ànon-League(1992–2009)
O clube foi rebaixado da primeira divisão ao final da temporada 1991-92, e quatro anos depois caiu para a terceira divisão. O Luton permaneceu na segunda divisão da terceira divisão até o rebaixamento ao final da temporada 2000-01. Sob o comando de Joe Kinnear, que chegou na metade da temporada anterior, a equipe subiu da quarta divisão na primeira tentativa. O proprietário "controverso" John Gurney perturbou o clube em 2003, rescindindo o contrato de Kinnear em sua chegada em maio; Gurney substituiu Kinnear por Mike Newell antes de deixar o Luton, enquanto o clube entrava em administração judicial provisória. A equipe de Newell conquistou o título da reestruturada terceira divisão da Football League One em 2004-05.
Após a saída de Newell, Kevin Blackwell e posteriormente o ex-jogador Mick Harford assumiram o comando da equipe, mas o clube foi rebaixado duas vezes consecutivas, começando em 2006-07, e passou a parte final da temporada 2007-08 em administração, sofrendo uma dedução de dez pontos na pontuação daquela temporada. O clube teve um total de 30 pontos deduzidos de seu registro de 2008-09 pela Football Association e pela Football League devido a irregularidades financeiras que remontavam a vários anos atrás. Essas deduções provaram ser um obstáculo grande demais para superar, mas o Luton virou o jogo na final da Copa da Liga Inglesa e conquistou o título pela primeira vez.

### Danon-Leagueà Premier League (2009–presente)
O rebaixamento significou que, em 2009-10, o Luton passou a jogar na Conference Premier, uma competição na qual o clube nunca havia participado antes. O clube disputou sem sucesso os playoffs de promoção três vezes em quatro temporadas durante sua passagem como clube não profissional, com cinco treinadores diferentes.  Na quarta rodada da FA Cup em 2012-13, o Luton venceu fora de casa o Norwich City, clube da Premier League, por 1 a 0 e, ao fazer isso, tornou-se a primeira equipe não profissional a derrotar um time da primeira divisão da Inglaterra desde 1989. Na temporada 2013-14, sob o comando de John Still, o Luton conquistou o título da Conference Premier com três jogos de antecedência e garantiu o retorno à Football League a partir de 2014-15. Após chegar aos playoffs da League Two em 2016-17, quando foi derrotado por 6 a 5 no agregado pelo Blackpool na semifinal, o Luton foi promovido de volta à League One na temporada seguinte, como vice-campeão. O Luton conquistou a segunda promoção consecutiva em 2018-19, ao vencer o título da League One, marcando o retorno do clube à Championship após uma ausência de 12 anos. O Luton chegou aos playoffs da Championship em 2021-22, mas foi derrotado por 2 a 1 no agregado pelo Huddersfield Town na semifinal. Ao final da temporada 2022-23, o Luton Town garantiu um lugar consecutivo nos playoffs da Championship ao terminar na 3ª posição. O Luton Town venceu o Sunderland por 3 a 2 no agregado nas semifinais dos playoffs e avançou para a final contra o Coventry City. O time venceu o Coventry City por 6 a 5 nos pênaltis após um empate tenso por 1 a 1 para conquistar a promoção para a Premier League pela primeira vez.

## Identidade
O apelido do clube, "the Hatters" (os Chapeleiros, em tradução livre), reflete a conexão histórica de Luton com a indústria de chapéus, que tem sido proeminente na região desde o século XVII. O apelido originalmente era uma variante dos agora raramente vistos "straw-plaiters" (trançadores de palha). Os torcedores do clube também são chamados de Hatters.
O clube está associado a duas paletas de cores muito diferentes: branco e preto (adotados permanentemente em 1920) e laranja, azul-marinho e branco (usados pela equipe a partir da temporada 2015-16). Luton costumava usar uma combinação de azul claro e branco antes de 1920, quando adotaram pela primeira vez camisas brancas e calções pretos. Essas cores foram mantidas por mais de meio século, com a cor das meias variando entre branco e preto, até que Luton mudou para laranja, azul-marinho e branco no início da temporada 1973-74. Luton passou a jogar com camisas, calções e meias brancas em 1979, com o laranja e azul-marinho reduzidos a detalhes; calções azul-marinho foram adotados em 1984. Essa paleta foi mantida até a temporada 1999-2000, quando a equipe jogou com camisas laranjas e calções azuis. De 2000 a 2008, Luton voltou a usar camisas brancas e calções pretos; o laranja foi incluído como detalhe até 2007. A paleta de branco, azul-marinho e laranja favorecida na década de 1980 foi trazida de volta em 2008, após os resultados de uma pesquisa do clube, mas um ano depois as cores foram novamente alteradas, desta vez para um uniforme predominantemente laranja com calções brancos. Calções azul-marinho foram readotados em 2011. Luton usou camisas laranjas, calções azul-marinho e meias brancas durante a temporada 2015-16.
Luton Town tradicionalmente usou o brasão da cidade como seu próprio emblema, de forma semelhante a muitas outras equipes. O primeiro emblema do clube era uma estrela branca de oito pontas, que era estampada nas camisas da equipe (então de um vermelho escuro) em 1892. Quatro anos depois, um emblema composto pelas iniciais do clube entrelaçadas foi adotado brevemente. As camisas eram simples até 1933, quando Luton adotou pela primeira vez um emblema com um chapéu de palha, que aparecia nas camisas de Luton. As letras "LTFC" foram adicionadas em 1935, e esse design básico permaneceu até 1947. O clube então jogou sem um emblema até 1970, quando o clube começou a usar o brasão da cidade regularmente, tendo feito isso pela primeira vez na final da Copa da Inglaterra de 1959.
Em 1973, simultaneamente com a mudança do clube para o uniforme laranja, um novo emblema foi introduzido, apresentando as novas cores. O novo emblema retratava uma bola de futebol estilizada em laranja, com as letras "Lt", cercada pelo nome do clube em texto azul-marinho. Em 1987, o clube voltou a adotar uma versão derivada do brasão da cidade, com a parte do escudo do brasão heráldico se tornando o emblema da equipe; a única semelhança com o design anterior era a inclusão do nome do clube ao redor do escudo em azul-marinho. O emblema "arco-íris", introduzido em 1994, apresentava o brasão da cidade abaixo de um laço laranja e azul que se curvava para encontrar duas bolas de futebol, posicionadas de cada lado do escudo, com o nome do clube abaixo. Este emblema foi usado até 2005, quando foi adotado um novo emblema muito semelhante ao de 1987, apresentando texto preto em vez de azul e um chapéu de palha em lugar do braço estendido representado no design anterior. O ano de fundação do clube, 1885, foi adicionado em 2008. O emblema foi alterado mais uma vez durante a pré-temporada de 2009-10, com o vermelho do brasão da cidade sendo substituído por laranja para refletir melhor as cores do clube.
O clube lançou a música "Hatters, Hatters", uma colaboração entre a equipe de Luton e o grupo de comédia musical baseado em Bedfordshire, os Barron Knights, em 1974. Oito anos depois, outra música com vocais dos jogadores de Luton, "We're Luton Town", foi lançada para celebrar a promoção do clube para a Primeira Divisão.

## Estádio
O primeiro campo do Luton Town foi localizado na Dallow Lane, antigo campo do Excelsior. O campo ficava ao lado da linha férrea de Dunstable para Luton, e os jogadores frequentemente alegavam ter dificuldade em ver a bola por causa da fumaça dos trens. Uma perda financeira significativa durante 1896-1897 forçou o Luton a vender o estádio para se manter em pé e, como resultado, o clube se mudou para um estádio entre a ferrovia e a Dunstable Road. O estádio da Dunstable Road foi inaugurado por Herbrand Russell, 11º Duque de Bedford, que também doou £50 para os custos de construção de £800. Quando o local foi vendido para moradias em 1905, o clube foi forçado a se mudar novamente às pressas para Kenilworth Road, a tempo do início da temporada 1905-1906.
O estádio agora possui uma capacidade de assentos para 10.356 espectadores e está localizado na área de Bury Park em Luton. Ele recebeu o nome da estrada que o cerca em uma extremidade, embora o endereço oficial do clube seja 1 Maple Road. Em frente à Kenilworth Stand, há o Oak Road End, que evoluiu de uma arquibancada usada exclusivamente pelos torcedores do Luton, depois pelos torcedores visitantes e agora é usada por ambos, exceto em momentos de alta demanda por ingressos dos clubes visitantes. A Main Stand é cercada pela David Preece Stand, e em frente a elas há uma fileira de camarotes executivos. Esses camarotes substituíram a Bobbers Stand em 1986, quando o clube buscou maximizar a receita.
A Main Stand original foi destruída por um incêndio em 1921 e foi substituída pela arquibancada atual antes da temporada 1922-1923. O estádio passou por extensas reformas durante a década de 1930, e a capacidade antes do início da Segunda Guerra Mundial era de 30.000 espectadores. Os refletores foram instalados antes da temporada 1953-1954, mas levou 20 anos para que ocorressem novas modernizações. Em 1973, a Bobbers Stand se tornou toda com assentos, e em 1985, o campo de grama natural foi substituído por uma grama sintética, que rapidamente se tornou impopular e foi ridicularizada como "o campo de plástico".
Um incidente grave envolvendo hooliganismo antes, durante e após uma partida contra o Millwall em 1985 levou o então presidente do clube, o membro do Parlamento David Evans, do Partido Conservador, a introduzir um esquema a partir do início da temporada 1986-1987 que supostamente proibia todos os torcedores visitantes do estádio e exigia que os torcedores locais portassem cartões de associados ao assistir às partidas. A conversão para um estádio com assentos também começou em 1986. Os torcedores visitantes voltaram para a temporada 1990-1991, e a grama retornou um ano depois. A David Preece Stand foi construída em 1991, e a conversão da Kenilworth Stand em um estádio com assentos foi concluída em 2005.

### Novo estádio
O clube expressou pela primeira vez interesse em construir um novo estádio longe do Kenilworth Road em 1955, ano em que conquistou a subida para a Primeira Divisão pela primeira vez. Mesmo naquela época, o estádio era pequeno em comparação com a maioria dos clubes da Primeira e Segunda Divisões, e sua localização dificultava reformas significativas. Desde então, a equipe fez várias tentativas de mudança. A ideia de deixar Luton para a nova cidade vizinha de Milton Keynes foi proposta várias vezes, principalmente na década de 1980. O clube vendeu o Kenilworth Road para o Conselho de Luton em 1989 e, desde então, alugou o estádio. Um pedido de planejamento para um novo estádio fechado com capacidade para 20.000 pessoas, chamado "Kohlerdome" e proposto pelo presidente David Kohler em 1995, foi rejeitado pelo Secretário de Estado em 1998, e Kohler deixou o clube logo depois.
Em 2007, os então proprietários do clube propuseram um plano controverso de realocação para um local próximo à saída 12 da via expressa M1, perto de Harlington e Toddington. Um pedido de planejamento foi feito em nome do clube pelo ex-presidente Cliff Bassett, mas o pedido foi retirado quase imediatamente após a aquisição do clube em 2008. Em 2009, o clube iniciou um estudo de viabilidade independente para determinar um local viável para se mudar. O clube não descartou a possibilidade de reformar o Kenilworth Road e, em outubro de 2012, iniciou negociações para comprar o estádio de volta do Conselho Municipal de Luton. Até 2015, esses planos foram abandonados em favor de uma mudança para um novo local, com o diretor executivo Gary Sweet confirmando que o clube estava em posição de "comprar terras, obter o melhor aconselhamento profissional possível... e seguir o processo de pedido de planejamento até receber a aprovação".
Em abril de 2016, o clube anunciou sua intenção de construir e se mudar para um estádio com capacidade para 17.500 pessoas no local do Power Court, no centro de Luton. A permissão preliminar de planejamento para esse estádio, com potencial para expansão para 23.000 assentos, foi concedida pelo Conselho Municipal de Luton em 16 de janeiro de 2019. Em março de 2021, o clube anunciou que pretendia fazer várias alterações ao esquema inicial para refletir as mudanças causadas pela pandemia de COVID-19, mas que a capacidade do novo estádio ainda seria de 23.000 lugares e teria uma data de abertura prevista para 2024. Este plano foi revisado em 2023 para entregar a primeira fase, um estádio com capacidade para 19.500 lugares, até 2026, seguido pela segunda fase, mais 4.000 assentos de pé seguros, em uma data posterior.

## Torcedores e rivalidades
Durante a temporada 2014-2015, o Luton Town teve uma média de público em casa de 8.702 pessoas, a segunda mais alta na League Two, atrás apenas do Portsmouth. Na temporada 2013-2014, quando o clube estava na Conference Premier, o clube contou com uma torcida significativamente maior do que os outros clubes da liga, com uma média de público em casa de 7.387 pessoas, mais que o dobro em comparação ao segundo colocado, que teve uma média de 3.568 pessoas. As médias de público no Kenilworth Road caíram com a instalação de assentos e a redução de status do clube, caindo de 13.452 em 1982-1983 para o nível de 2014-2015 - uma queda de 35% ao longo de 32 anos. Um grupo de torcedores, o Trust in Luton, possui ações no clube e elege um representante para o conselho do clube. O grupo oficial de torcedores do clube, Luton Town Supporters' Club, fundiu-se com o Trust in Luton em 2014. O clube está associado a outro grupo de torcedores, o Loyal Luton Supporters Club. 
Desde março de 2014, o Trust in Luton detém o direito legal de vetar quaisquer mudanças na identidade do clube, incluindo nome, alcunha, cores, emblema e mascote.
Os torcedores do Luton Town mantêm uma acirrada rivalidade com o Watford, sediado em Hertfordshire. O Watford foi o time melhor classificado ao final de cada temporada, desde 1997 até 2023. No entanto, o Luton ainda detém um histórico superior no confronto entre os dois clubes: em 120 jogos competitivos, o Luton venceu 53 vezes e o Watford 38, com 29 empates. O censo de torcedores do futebol de 2003 mostrou que também havia animosidade entre os torcedores do Luton Town e os do clube londrino Queens Park Rangers.
O clube produz um programa oficial de jogos para partidas em casa, intitulado "Our Town". Um personagem conhecido como Happy Harry, um homem sorridente que usa um chapéu de palha, atua como mascote da equipe e aparece no campo de Kenilworth Road antes das partidas. Em dezembro de 2014, após a restauração da estátua de Eric Morecambe, na sua cidade natal, Morecambe, Luton e Morecambe F.C. anunciaram conjuntamente que os vencedores dos futuros confrontos entre Luton e Morecambe seriam agraciados com o "Troféu Eric Morecambe".

## Recordes e estatísticas
O recorde de maior número de jogos pelo Luton é pertencente a Bob Morton, que atuou pelo clube 562 vezes em todas as competições. Morton também detém o recorde de maior número de jogos na Football League pelo clube, com 495 partidas. Fred Hawkes detém o recorde de maior número de jogos na liga pelo Luton, tendo disputado 509 partidas na liga. Seis jogadores, Gordon Turner, Andy Rennie, Brian Stein, Ernie Simms, Herbert Moody e Steve Howard, marcaram mais de 100 gols pelo Luton.
O primeiro jogador a receber convocação enquanto jogava pelo Luton foi o ponta-esquerda Robert Hawkes, que entrou em campo pela Inglaterra contra a Irlanda no Goodison Park em 16 de fevereiro de 1907. O jogador com mais convocações é Mal Donaghy, que conquistou 58 convocações pela Irlanda do Norte enquanto estava no clube. O primeiro jogador do clube a marcar em uma partida internacional foi Joe Payne, que marcou dois gols em sua única partida pela Inglaterra contra a Finlândia em 20 de maio de 1937. Payne também detém o recorde da Football League de maior número de gols em uma partida - ele marcou 10 gols contra o Bristol Rovers em 13 de abril de 1936.
As maiores vitórias do clube foram uma vitória por 15-0 sobre o Great Yarmouth Town em 21 de novembro de 1914 na Copa da Inglaterra e uma vitória por 12-0 sobre o Bristol Rovers na Terceira Divisão Sul em 13 de abril de 1936. A maior derrota do Luton foi uma derrota por 9-0 contra o Small Heath na Segunda Divisão em 12 de novembro de 1898.
As maiores presenças em casa do Luton são 30.069 espectadores contra o Blackpool na FA Cup em 4 de março de 1959 e 27.911 espectadores contra o Wolverhampton Wanderers na Primeira Divisão em 5 de novembro de 1955.
O maior montante de transferência recebida por um jogador do Luton Town é a montante que o Leicester City pagou pelo lateral-direito James Justin, nascido em Luton, em 28 de junho de 2019. O jogador mais caro que o Luton Town já comprou foi o goleiro croata Simon Sluga, que custou 1,5 milhão de euros (~ 1,32 milhão de libras esterlinas) do HNK Rijeka em 19 de julho de 2019.
O jogador mais jovem a fazer uma estreia na equipe principal do Luton Town é Connor Tomlinson, com 15 anos e 199 dias de idade na EFL Trophy, substituindo Zane Banton como substituto aos 92 minutos em uma vitória por 2-1 sobre o Gillingham em 30 de agosto de 2016, após o clube receber permissão do seu diretor de escola para que ele jogasse.

## Títulos
Football League Championship: 1
(1981-82)
 Football League One: 3
(1936-37, 2004-05, 2018-19)
 Football League Two: 1
(1967-68)
 Copa da Liga Inglesa: 1
(1987-88)

## Elenco atual
Última atualização: 8 de fevereiro de 2025.